# Maksym Łucenko
Maksym Wiaczesławowycz Łucenko (ukr. Максим Вячеславович Луценко; ur. 30 stycznia 1993 w Drużkiwce) – ukraiński koszykarz, występujący na pozycji niskiego skrzydłowego.

## Osiągnięcia
Stan na 16 kwietnia 2022, na podstawie, o ile nie zaznaczono inaczej.

### Drużynowe
- Mistrz Ukrainy (2017, 2021)
- Wicemistrz Ukrainy (2013, 2016, 2019)
- Brązowy medalista mistrzostw Ukrainy (2014)
- Finalista Pucharu Ukrainy (2016, 2017)

### Indywidualne
- Uczestnik meczu gwiazd ligi ukraińskiej (2020)[3]

### Reprezentacja
- Uczestnik:
  - uniwersjady (2017 – 15. miejsce)
  - mistrzostw Europy U–20 (2013 – 18. miejsce)